# 1932 en sport automobile
Chronologie du Sport automobile
1931 en sport automobile - 1932 en sport automobile - 1933 en sport automobile

## Faits marquants de l'année1932
- Le Français Maurice Vasselle remporte le Rallye Monte-Carlo sur une Hotchkiss.
- Deuxième édition du championnat d'Europe des pilotes de « Formule » avec un règlement assez étrange : pilotes et écuries luttent pour décrocher le titre. L'écurie marque les points de sa meilleure voiture. Alfa Romeo remporte ainsi le titre devant son pilote Tazio Nuvolari.

## Par mois

### Février
- 24 février : à Daytona Beach, Malcolm Campbell établi un nouveau record de vitesse terrestre : 408,71 km/h.

### Avril
- 3 avril : Grand Prix de Tunisie à Carthage. Victoire du pilote italien Achille Varzi sur une Bugatti Type 51.
- 10 avril : Mille Milles
- 17 avril : Grand Prix automobile de Monaco.

### Mai
- 8 mai : Targa Florio.
- 15 mai : Grand Prix des Frontières.
- 16 mai : Grand Prix de Nîmes.
- 22 mai : Avusrennen.
- 29 mai : Grand Prix de l'Eifel.
- 30 mai : 500 miles d'Indianapolis

### Juin
- 5 juin : Grand Prix d'Italie.
- 18-19 juin : dixième édition des 24 Heures du Mans , victoire de Raymond Sommer et Luigi Chinetti sur une Alfa Romeo 8C 2300.
- 19 juin : victoire de Rudolf Caracciola au Grand Prix automobile de Lviv.

### Juillet
- 3 juillet : Grand Prix de France.
- 17 juillet : Grand Prix d'Allemagne.

### Août
- 14 août : Grand Prix de Pescara.

### Septembre
- 4 septembre : Grand Prix de Tchécoslovaquie.
- 11 septembre : Grand Prix de Monza.
- 25 septembre : Grand Prix de Marseille.

## Naissances
- 8 février : Cliff Allison, pilote automobile britannique, qui disputa 16 Grands Prix de Formule 1 entre 1958 et 1961. (†7 avril 2005).
- 29 février : Masten Gregory, pilote américain de Formule 1, ayant disputé 38 Grands Prix en championnat du monde de 1957 à 1965. († 8 novembre 1985).
- 5 mai : Luigi Taramazzo, pilote italien, (° 15 février 2004).
- 10 juillet : Carlo Maria Abate, pilote italien.
- 20 juillet : Freddy Kottulinsky, pilote de Rallye-raid, de rallyes et sur circuits germano-suédois. († 4 mai 2010).
- 4 août : Joe Leonard, pilote moto et automobile américain. († 27 avril 2017).
- 13 septembre : Mike MacDowel, pilote britannique. († 18 janvier 2016).

## Décès
- 27 mai : Heinrich-Joachim von Morgen, pilote allemand, (° 1er février 1902).
- 21 juin : Alexander Winton (20 juin 1860 en Écosse), inventeur américain dans le domaine automobile, et pilote de course.
- 24 septembre : Beresford Clive Dunfee, pilote anglais, (° 1904).